# Severozápadní Evropa

Mapa zemí zahrnutých do minimální definice severozápadní Evropy

Severozápadní Evropa je volně vymezený subregion Evropy, který se překrývá se severní a západní Evropou. Termín se používá v geografických, historických a vojenských souvislostech.

## Geografické definice
Z geografického hlediska je severozápadní Evropa v některých pramenech uváděna jako region, který zahrnuje Velkou Británii,Irsko, Belgii, Nizozemsko, Lucembursko, severní Francii, část nebo celé Německo, Dánsko, Norsko, Švédsko a Island. V některých pracích jsou do severozápadní Evropy zahrnovány také Švýcarsko, Finsko a Rakousko.
V rámci programu Interreg, financovaného z Evropského fondu pro regionální rozvoj, je „severozápadní Evropa“ regionem Evropské územní spolupráce, který zahrnuje Belgii, Irsko, Lucembursko, Švýcarsko, Nizozemsko a části Francie a Německa.

## Etnografie
Během reformace některé části severozápadní Evropy konvertovaly k protestantismu, čímž se tento region odlišil od svých katolických sousedů v jiných částech Evropy.
Definici severozápadní Evropy užívali někteří antropologové, eugenikové a nordicisté od konce 19. do poloviny 20. století, kteří tento termín používali jako zkratku pro část Evropy s převážně nordickým obyvatelstvem. Například Arthur de Gobineau, aristokrat 19. století, který publikoval práce o pseudovědě vědeckého rasismu, zahrnul části severozápadní Evropy do oblasti, kterou Leon Baradat označil jako „árijské nebe“.

## Genetika
Mezi některými populacemi severozápadní Evropy existuje úzká genetická příbuznost, přičemž některé z těchto populací pocházejí z populací kultury se zvoncovitými poháry, které nesou stepní předky. Například zvoncovití z dolního Rýna převrátili 90 % genofondu Velké Británie a nahradili předtím přítomné neolitické populace podobné Baskům.